# 肥前忠広
肥前忠広 / 忠吉（ひぜんただひろ / ただよし）は、日本刀の銘および刀工名。江戸時代に肥前佐賀藩（現佐賀県）を中心に活躍しており、初代忠広（忠吉）にあたる肥前忠吉が最も著名であるが、江戸時代末期までに九代にわたって同名を用いた刀工が存在する。忠広を世襲した刀工は、先代忠吉が死去したのちに忠吉を襲名していたことから本項では両名併記とする。

## 歴史
初代忠広（忠吉）は、本名を橋本新左衛門として肥前国長瀬に生まれる。生家は少弐氏の流れを汲む龍造寺隆信に仕える武士であった。しかし、1584年（天正12年）3月の沖田畷の戦いにおいて、仕えていた龍造寺家が滅亡し、祖父盛弘と父道弘の両方を喪った。新左衛門は当時弱冠13歳であり、主家と父祖を亡くしたため武士として生きることができなくなったため、やむなく一族で刀工へと転身した。
以降は刀工名を忠吉と称して鍛刀技術を磨き、加藤清正のお抱え鍛冶であった田貫善兵衛の弟子などを経て、1596年（慶長元年）には京の埋忠明寿に入門する。京では3年に渡り研究を続け秘伝伝授を受けて肥前へと帰る。1624年（元和10年）に武蔵大掾を受領し、忠広と名を改める。初代忠吉の死後も、忠広(忠吉)一門は江戸時代を通じて佐賀藩主鍋島家の御刀鍛冶(御用刀工)として幕末まで100人を超える刀工を輩出するなど隆盛を極め「肥前国鍛冶」「肥前国忠吉一類」などと呼ばれていた。また、刀の切れ味で刀工たちの番付を決めた『懐宝剣尺』(かいほうけんじゃく)という刀剣書では、最高の切れ味を誇る最上大業物を作る刀工として、選ばれた12名のうち初代忠吉など忠広(忠吉)一門から3名も輩出している。 
近代に入ってから忠広（忠吉）一門が作った刀を「肥前刀」と称するようになり、1917年（大正6年）に刊行された『西肥遺芳』(さいひいほう)は、忠広（忠吉）一門が佐賀城下で制作した刀剣を「肥前刀」と呼ぶと記されている。

## 歴代忠広
- 以下、個別の注釈のない限り佐賀県ホームページにおける『肥前刀豆知識』に拠る[3]。

### 初代忠広

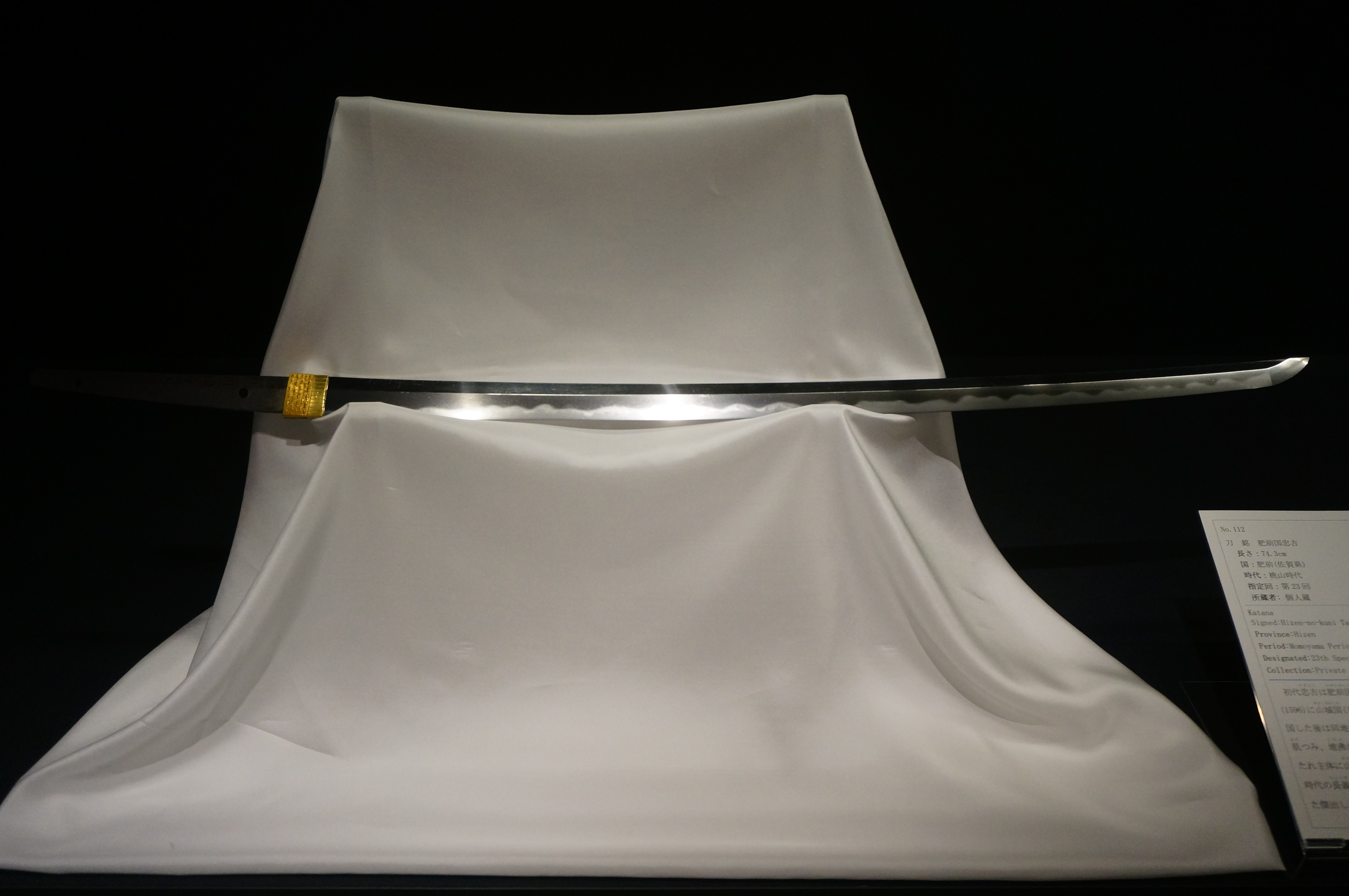
刀 銘 肥前国忠吉、安土桃山時代、特別重要刀剣

1572年(元亀3年) 生まれ、1632年（寛永9年）没。通称は橋本新左衛門。1596年（慶長元年）に鍋島家の命を受けて京都の埋忠明寿に入門し、1599（慶長3年）に帰国する。1624年（元和10年）に武蔵大掾を受領し、忠広と名を改める。
新刀最上作、最上大業物。
制作の時期により、五字忠銘、秀岸銘、住人銘、改銘後の忠広銘に分かれており、肥前国住武蔵大掾藤原忠広、肥前国藤原忠広などの銘がある。元々は源姓であったが、武蔵大掾を受領して名を忠広と改めたのと同時に藤原姓へ替えている。 なお忠広改名後にも鍋島家より注文を受けて納めたものには受領名を記すに及ばないとして武蔵大掾を省いた刀も存在する。武蔵大掾を省いた銘切りは「献上銘」と呼ばれている。

### 二代忠広
1614年(慶長19年) 生まれ、1693年（元禄6年）没。初代の末子で、通称は初代と同じく新左衛門。初代である父の死後に、忠広を襲名している。1641年（寛永18年）に近江大掾を受領する。終生忠吉銘を切らなかった。長寿であったため歴代の中で（新刀全体で見ても）最も多くの作品を遺している。
新刀上々作、大業物。

### 三代忠吉
1637年(寛永14年) 生まれ、1686年（貞享3年）没。二代目の嫡男であり、通称は新太郎。1660年（万治3年）に、24歳で陸奥大掾を受領し、翌年には陸奥守となる。50代で早逝していることや父の二代忠広を作刀を手伝うことが多かったため、三代忠吉の作刀は少ないとされている。
新刀最上作、最上大業物。

### 四代忠吉
1668年(寛文8年) 生まれ、1747年（安永4年）没。三代目の嫡男であり、通称は源助。三代目である父の死後に、父の通称である新三郎を名乗る。1700年（元禄13年）に近江大掾を受領する。
新刀上作、業物。

### 五代忠吉
1696年(元禄9年) 生まれ、1775年（安永4年）没。四代目の嫡男であり、通称は新左衛門。初めは忠広を名乗り、四代目である父の死後に、忠吉を襲名している。1750年（寛延2年）に近江守を受領する。
新刀上作。

### 六代忠吉
1736年(元文元年) 生まれ、1815年（文化12年）没。五代目の次男であるが、兄が早世したため六代目を継ぐ。初めは忠広を名乗り、五代目である父の死後に、忠吉と新左衛門を襲名している。1790年（寛政2年）に近江守を受領する。
新々刀上作。

### 七代忠広
1771年(明和8年) 生まれ、1816年（文化13年）没。通称は平作郎、平助、のちに忠左衛門と改める。六代目が死去後すぐに病没したため、忠吉を襲名していない。

### 八代忠吉
1801年(享和元年) 生まれ、1859年（安政6年）没。元は鍋島藩士古川家の次男として生まれる。七代目に実子がなかったため橋本家（母の実家）に入り、1816年（文化13年）に忠吉および新左衛門を襲名する。1850年（嘉永3年）には藩の大砲製造方に任命され、藩の近代化に大きく貢献する。一般的に後代忠吉といえばこの八代を指す。
新々刀上作。

### 九代忠吉
1832年(天保3年) 生まれ、1880年（明治13年）没。八代目の嫡男であり、作風も父である八代に酷似する。その技量は名工と評された上三代に迫るほどの腕前で、歴代の中でも出色と評される。しかし、明治時代に入り廃刀令を受けて廃業したため現存する作品は少なく、その存在はあまり知られていない。

## 作刀
肥前忠広作の刀を所持していた著名人として岡田以蔵がいる。元々は坂本龍馬の刀であり、龍馬の知人であった安田たまきの証言によれば龍馬が脱藩する際に雨にぬれないよう刀に油紙につつんで持ち出したとしている。『維新土佐勤王史』によれば、龍馬は道中金銭に苦労して刀の外装をいくつか売り払ったようであり、京都で再会した大石弥太郎からはその外見を怪しまれ「縁頭を売りて旅費にしたり」と打ち笑ったという。
さらに土佐勤王党の五十嵐幾之助の回顧談によると、その後肥前忠広は龍馬から岡田以蔵に貸し与えられ、本間精一郎暗殺の際に利用した際に切先（きっさき）を破損したとされる。回顧談当時は靖国神社遊就館に展示されていたとされているが現在は行方不明である。なお、以蔵の師匠に当たる武市半平太も初代忠広（忠吉）の門人である河内大掾正広作の刀を所持していたとされている。